# Ghost Ship: vaixell fantasma
 Ghost ship: vaixell fantasma (títol original: Ghost Ship) és una pel·lícula estatunidenca dirigida per Steve Beck, estrenada l'any 2002. Ha estat doblada i subtitulada al català.

## Argument
El remolcador d'alta mar Arctic Warrior comandat per Sean Murphy (Gabriel Byrne) està especialitzat en salvaments marítims fora de normes gràcies a la seva tripulació ultracompetent i lligada per una forta amistat.
Mentre aquests caçadors de restes celebren el seu últim èxit en un bar, Jack Ferriman (Desmond Harrington), un pilot d'avió, se'ls acosta i els anuncia haver detectat en plena Mar de Bering les restes flotants d'un paquebot abandonat. Murphy i la seva tripulació, dirigits pel seu segon Maureen Epps (Julianna Margulies), s'embarquen novament amb Ferriman, esperant endur-se'n la grossa.
Arribats al lloc, s'adonen que el vaixell que tenen davant d'ells no és altre que l'Antonia Graza, paquebot italià de gran luxe desaparegut el 21 de maig de 1962 amb la seva tripulació i els seus 600 passatgers. Aquell vespre, en el moment del ball a bord, mentre que Francesca una dona vestida de vermell canta "Senza fina", un cable va travessar la sala de ball, tombant els ballarins.
Decidits a remolcar-lo, es troben ràpidament enfrontats a problemes mecànics i a aparicions estranyes, sobretot quan descobreixen, a la cala del navili, una gegantesca fortuna en lingots d'or.

## Repartiment
- Julianna Margulies: Maureen Epps
- Ron Eldard: Dodge
- Gabriel Byrne: Capità Sean Murphy
- Isaiah Washington: Greer
- Desmond Harrington: Jack Ferriman
- Alex Dimitriades: Santos
- Karl Urban: Munder
- Emily Browning: Katie
- Francesca Rettondini: Francesca

## Rebuda
- "Val la pena veure-la? Depèn. No és gens nova pel que fa a films de terror, però introdueix una localització intrigant, i està ben feta tècnicament. És millor del que esperes, però no tan bona com desitges. (...) Puntuació: ★★ (sobre 4)."[4]
- "Tan preocupada pels seus efectes que no es molesta a donar sentit a la història"[5]

El film va conèixer un cert èxit comercial, informant aproximadament 68.349.000 $ al box-office mundial, dels quals 30 milions a Amèrica del Nord, per a un pressupost de 20 milions.
Va rebre una acollida crítica molt desfavorable, recollint un 13 % de crítiques positives, amb una nota mitjana de 3,8/10 i sobre la base de 122 crítiques recollides, en el lloc Rotten Tomatoes. A Metacritic, obté un resultat de 28/100 sobre la base de 25 crítiques recollides.